# 北所罗门共和国
北所罗门共和国（Republic of the North Solomons）是一个仅仅存在六个月的未受国际普遍承认国家，主要由布干维尔岛、布卡岛以及若干小岛组成。目前为巴布亚新几内亚的布干维尔自治区。

## 谋求独立
北所罗门共和国在独立前是巴布亚新几内亚领地的布干维尔省（曾更名为北所罗门省），布干维尔岛上的岛民长期被视为巴布亚新几内亚的一个独立实体，他们有着乌黑的肌肤，有别于巴布亚人和新几内亚人的浅黑色肌肤。该岛在巴布亚主岛的东面1000公里外，地理上十分接近所罗门群岛，布干维尔岛也是地理概念上所罗门群岛的一部分。

### 发现銅矿
反对采矿是1960年代末期布干维尔出现分离主义运动的主要原因。在布干维尔宣布独立前的1966年，布干维尔岛上已经发现了极为丰富的矿产资源，其中以世界最大铜矿之一的潘古纳铜金矿最为著名。1970年代，巴布亚新几内亚领地政府在布干维尔中部地区成立了布干维尔铜矿公司。铜矿公司所属于澳大利亚力拓集团，澳大利亚政府随即在军警的保护下进行探矿，他们不与当地居民进行任何协商与谈判，并而告知当地居民这片土地已被收管。1975年9月1日，北所罗门省单方面宣布从澳大利亚控制的巴布亚新几内亚领地独立，并将独立日定为同年9月16日。

### 后续反应
最初，巴布亚新几内亚领地的首席部长迈克尔·索马雷没有在意外界对布干维尔的立场。布干维尔人长期接受者德国、英国和澳大利亚人的殖民管理并且接受基督教洗礼，故布干维尔最有影响力的组织罗马天主教会也公开支持其独立。 虽然巴布亚新几内亚的官员起初忽略了布干维尔的独立意愿，但是巴布亚新几内亚领地、澳大利亚政府以及联合国都将这一行为认定为分裂国家的行径。
续布干维尔试图分离出巴布亚新几内亚后，约占所罗门群岛三分之一人口的英属所罗门群岛保护地西岛区（Western Islands District）也希望加入独立后的布干维尔。最终在国际以及巴新政府调解下，布干维尔于1976年重回从澳大利亚殖民地独立的巴布亚新几内亚独立国版图。

## 再次独立

### 积怨爆发
布干维尔铜矿创造了巴新40%以上的出口额以及政府财政收入的17%-20%，但并未用于改善当地居民生活且造成了环境生态的污染。1988年，当地地主对布干维尔矿业公司的长期反感情绪终于爆发，地主们在丛林中建立了一个武装集团，开始对矿业公司员工进行破坏和骚扰。最终导致当年12月矿山被迫关闭，政府随后对重要城镇与矿区进行宵禁，希望遏制冲突的发展。1989年，当地武装势力的骚乱最终爆发，巴新安全部队对叛军开始进行全面的军事行动。

### 取得自治
1990年，当地武装领袖法蘭西斯·欧纳率领布干维尔革命军宣布脱离巴新，成立「布干维尔临时政府」，独立声明得到了所罗门群岛政府的支持。巴新政府随即对该岛实施经济封锁，并派兵加以镇压，酿成了旷日持久的武装冲突。直到十年后的2001年，巴新政府才与布干维尔达成全面和平协议，签署了《布干维尔和平协定》，同意布干维尔省在巴新宪法框架内建立自治政府，布干维尔可在自治政府成立10-15年内就未来政治地位举行公投。 2005年，在联合国的斡旋下，巴新中央政府批准了《布干维尔宪法》，布干维尔自治政府成立。在长达十余年的布干维尔内战中，造成了4万人流离失所，2万人死于非命。